# Zdeněk Štybar
Zdeněk Štybar (ur. 11 grudnia 1985 w Planie) – czeski kolarz przełajowy i szosowy, trzykrotny mistrz świata (2010, 2011, 2014), dwukrotny mistrz świata w kategorii młodzieżowców do lat 23 (2005, 2006), zdobywca Pucharu Świata, wielokrotny mistrz Czech.
W 2024 roku został odznaczony Medalem Za Zasługi I stopnia.

## Najważniejsze osiągnięcia

### kolarstwo przełajowe
2005
- 1. miejsce w mistrzostwach Czech do lat 23
- 1. miejsce w mistrzostwach świata do lat 23

2006
- 1. miejsce w mistrzostwach Czech do lat 23

2008
- 1. miejsce w mistrzostwach Czech
- 2. miejsce w mistrzostwach świata

2009
- 2. miejsce w mistrzostwach świata
- 3. miejsce w Pucharze Świata

2010
- 1. miejsce w mistrzostwach Czech
- 1. miejsce w Pucharze Świata
- 1. miejsce w mistrzostwach świata

2011
- 1. miejsce w mistrzostwach Czech
- 1. miejsce w mistrzostwach świata

2012
- 1. miejsce w mistrzostwach Czech

2013
- 1. miejsce w mistrzostwach Czech

2014
- 1. miejsce w mistrzostwach świata

### kolarstwo szosowe
2010
- 1. miejsce w prologu Okolo Slovenska

2011
- 3. miejsce w Quatre Jours de Dunkerque
- 3. miejsce w mistrzostwach Czech (start wspólny)

2012
- 1. miejsce na 4. etapie Quatre Jours de Dunkerque
- 1. miejsce na 3. etapie Tour de Pologne
- 2. miejsce w mistrzostwach Czech (jazda ind. na czas)

2013
- 6. miejsce w Paryż-Roubaix
- 1. miejsce w Eneco Tour
  - 1. miejsce na 3. i 7. etapie
- 1. miejsce na 7. etapie Vuelta a España

2014
- 7. miejsce w Mediolan-San Remo
- 1. miejsce w mistrzostwach Czech (start wspólny)
- 10. miejsce w Clásica de San Sebastián
- 1. miejsce na 2. etapie Eneco Tour

2015
- 3. miejsce w Vuelta a Murcia
- 1. miejsce w Strade Bianche
- 9. miejsce w Ronde van Vlaanderen
- 2. miejsce w Paryż-Roubaix
- 1. miejsce na 6. etapie Tour de France

2016
- 2. miejsce w Strade Bianche
- 7. miejsce w Tirreno-Adriático
  - 1. miejsce na 2. etapie
- 8. miejsce w Ronde van Vlaanderen

2017
- 2. miejsce w Paryż-Roubaix
- 1. miejsce w mistrzostwach Czech (start wspólny)

2019
- 1. miejsce w Omloop Het Nieuwsblad
- 1. miejsce w E3 BinckBank Classic
- 1. miejsce na 5. etapie Volta ao Algarve em Bicicleta

2020
- 1. miejsce na 6. etapie Vuelta a San Juan

2022
- 2. miejsce w Grote Prijs Jef Scherens

## Rankingi

### kolarstwo szosowe
| Rok             | 2005  | 2006 | 2007  | 2008 | 2009  | 2010 | 2011 | 2012 | 2013 | 2014 | 2015 | 2016 | 2017 | 2018 | 2019 | 2020 | 2021 | 2022 | 2023 |
| --------------- | ----- | ---- | ----- | ---- | ----- | ---- | ---- | ---- | ---- | ---- | ---- | ---- | ---- | ---- | ---- | ---- | ---- | ---- | ---- |
| UCI World Tour  |       |      |       |      |       |      | -    | 180. | 26.  | 57.  | 31.  | 60.  | 63.  | 36.  |      |      |      |      |      |
| World Ranking   |       |      |       |      |       |      |      |      |      |      |      | 57.  | 71.  | 52.  | 38.  | 134. | 128. | 452. | 780. |
| UCI Europe Tour | 1134. | 571. | 1092. | -    | 1201. | 606. |      |      |      |      |      | 44.  | 368. | 622. | 28.  | 110. | 109. | 359. | -    |
| UCI Asia Tour   | -     | -    | 120.  | -    | -     | -    |      |      |      |      |      | 390. | -    | -    |      |      |      |      |      |
|                 |       |      |       |      |       |      |      |      |      |      |      |      |      |      |      |      |      |      |      |
| Źródło: UCI     |       |      |       |      |       |      |      |      |      |      |      |      |      |      |      |      |      |      |      |